# Selección de fútbol sub-17 de Ruanda
La Selección de fútbol sub-17 de Ruanda conocida también como la Selección infantil de fútbol de Ruanda, es el equipo que representa al país en la Copa Mundial de Fútbol Sub-17 y en el Campeonato Africano Sub-17, y es controlada por la Federación Ruandesa de Fútbol.

## Palmarés
- Campeonato Africano Sub-17: 0

 Subcampeón (1): 2011

## Estadísticas

### Mundial Sub-17
- de 1985 a 2009 : No clasificó
- 2011 : Fase de grupos
- 2013 a 2023 : No clasificó

### Campeonato Africano Sub-17
- de 1995 a 2003 : No participó
- 2005 a 2009 : No clasificó
- 2011 :  Subcampeón
- 2013 a 2019 : No clasificó
- 2023 : No participó